# Chinchippus viejaensis
Espèce
Chinchippus viejaensis est une espèce de solifuges de la famille des Ammotrechidae.

## Distribution
Cette espèce est endémique de la région d'Ica au Pérou. Elle se rencontre sur l'île La Vieja.

## Description
Le mâle holotype mesure 10,0 mm.

## Étymologie
Son nom d'espèce, composé de vieja et du suffixe latin -ensis, « qui vit dans, qui habite », lui a été donné en référence au lieu de sa découverte, l'île La Vieja.

## Publication originale
- Catenazzi, Brookhart & Cushing, 2009 : Natural history of coastal Peruvian solifuges with a redescription of Chinchippus peruvianus and an additional new species (Arachnida, Solifugae, Ammotrechidae). Journal of Arachnology, vol. 37, no 2, p. 151-159.